# Смаль Віктор Ігорович
Смаль Віктор Ігорович (нар. 1 серпня 1984, Київ, Україна) — український державний діяч, голова Державного агентства лісових ресурсів України (ДАЛРУ).

## Життєпис
Вчився у Ніжинському міському ліцеї при НДУ ім. Гоголя, який закінчив із золотою медаллю. Навчався у Laramie High School (США).
У 2007 році закінчив Київський національний університет ім. Т. Г. Шевченка, здобув фах політолога-міжнародника, перекладача іспанської мови. Під час навчання працював помічником-консультантом народного депутата України Михайла Волинця.
З 2007 по 2013 рік працював у комерційних структурах. Очолював Бориспільську філію «AVIS Україна» — міжнародної франчайзингової компанії з прокату і лізингу автомобілів. Був менеджером із зовнішньоекономічної діяльності холдингу «ЛАЗ Україна» (виробництво міського транспорту). Створив в Україні мережу з продажів кіпрської нерухомості на посаді старшого консультанта в компанії Cybarco Limited, що входить в Lanitis Group (Кіпр).
У 2013 році
У рамках агентства WebAnatomia
Смаль Віктор Ігорович — досьє. Українські новини (укр.). ukranews.com. Процитовано 25 липня 2025.
</ref>.
З 2021 по 2023 рік обіймав посаду заступника голови Державного агентства лісових ресурсів України (ДАЛРУ) з питань цифрового розвитку‚ цифрових трансформацій і цифровізації. З 2023 року очолює ДАЛРУ.
У 2024 році закінчив Національний лісотехнічний університет України (Львів), здобув ступінь магістра за спеціальністю «Лісове господарство».
Володіє англійською та іспанською мовами.
 

## Державна служба
На посаді заступника голови, а потім голови ДАЛРУ Віктор Смаль займався впровадженням наступних електронних сервісів для лісової галузі України:
| Текст вилучений зі статті через підозру в порушенні авторських прав |
| --- |
| Текст, що раніше перебував на цій сторінці, запідозрено в порушенні авторських прав на текст із таких джерел: https://ukranews.com/ua/dossier/286-smal-viktor-igorovych Дата, коли було знайдено порушення: 11 серпня 2025. Тому, хто повісив цей шаблон: На сторінку обговорення користувача, який розмістив цю статтю, варто додати повідомлення {{subst:nothanks cv\|Смаль Віктор Ігорович\|url=https://ukranews.com/ua/dossier/286-smal-viktor-igorovych. |
| До уваги користувача, який розмістив цю статтю Не редагуйте статтю зараз, навіть якщо ви збираєтеся її переписати. Дотримуйтесь вказівок нижче. - Якщо власник авторських прав на зазначений вище матеріал дозволяє використовувати його на умовах GNU FDL без незмінюваних секцій та Creative Commons із зазначенням автора / розповсюдження на тих самих умовах, будь ласка, сповістіть про це на сторінці обговорення цієї статті. - Якщо правовласником є ви, додайте на зазначеному вище ресурсі примітку: «Матеріали дозволено використовувати на умовах GNU FDL без незмінюваних секцій та Creative Commons із зазначенням автора / розповсюдження на тих самих умовах». - Якщо дозволу на використання цього матеріалу немає, будь ласка, зробіть одне з двох: 1. Напишіть хоча б гарний накид статті на цій підсторінці. Зверніть увагу: не треба копіювати текст, що порушує авторські права, на зазначену підсторінку й редагувати його. Якщо ви взялися за написання нової статті, не забудьте сповістити про це на сторінці обговорення. 2. Залиште все як є, і тоді статтю буде вилучено. У випадку, якщо новий текст написано не буде, цю статтю буде вилучено через тиждень після появи цього попередження (детальніше див. документацію шаблону). Вихідний текст цієї статті з можливим порушенням копірайту можна знайти в історії змін. Зверніть увагу, що розміщення у Вікіпедії матеріалів, автор яких не надав явного дозволу на їхнє використання відповідно до ліцензії GNU FDL без незмінюваних секцій та Creative Commons із зазначенням автора / розповсюдження на тих самих умовах, може бути порушенням законів про авторське право. Користувачів, які додають до Вікіпедії такі матеріали, може бути тимчасово позбавлено права редагувати статті. Попри все, ми завжди раді вашим оригінальним статтям. Дякуємо. Цю сторінку внесено до категорії Вікіпедія:Можливе порушення авторських прав. |

## Сім’я
Батько — Ігор Вікторович Смаль, професор кафедри туризму та готельно-ресторанної справи Університету Короля Данила (Івано-Франківськ), кандидат географічних наук, доцент, член Українського географічного товариства. Ветеран російсько-української війни.
Мати — Валентина Володимирівна Смаль, доктор географічних наук. Була професором кафедри географії природничо-географічного факультету Ніжинського державного університету ім. М. В. Гоголя, спеціалістка з розвитку професійної освіти Програми розвитку ООН.
 
Віктор Смаль одружений, виховує двох синів.